# 库蒙高山䶄
库蒙高山䶄（学名：Alticola stracheyinus）为仓鼠科高山䶄属的动物。在中国大陆，分布于西藏、青海（昆仑山、甘肃（祁连山西段）、唐古拉山）等地，一般生活于山地针叶林、灌丛以及草甸。该物种的模式产地在拉达克。